# جرد مک‌ایچرن
جرد مک‌ایچرن (به انگلیسی: Jared MacEachern) یک موسیقیدان آمریکایی، خواننده و نوازنده گیتار ریتم گروه هوی متال سنکتیتی می‌باشد. در سال ۲۰۱۳ به عنوان نوازنده گیتار بیس به گرو مشین هد پیوست و جایگزین آدام دیوس شد.